# District de Yūbari

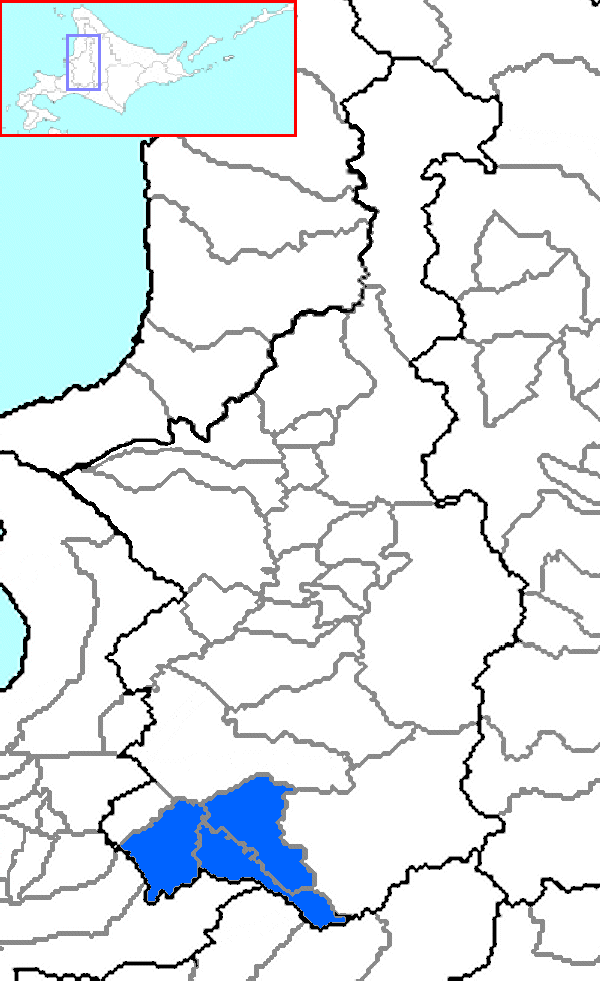
Emplacement du district de Yūbari dans la sous-préfectures de Sorachi.

Le district de Yūbari (夕張郡, Yūbari-gun) est un district situé dans la sous-préfecture de Sorachi, sur l'île de Hokkaidō, au Japon.

## Géographie

### Démographie
Au 31 mars 2015, la population du district de Yūbari était estimée à 29 590 habitants répartis sur une superficie de 506,19 km2 (densité de population de 58 hab./km2).

### Divisions administratives
Le district de Yūbari est constitué de trois bourgs :
- Kuriyama ;
- Naganuma ;
- Yuni.